# Queens Royalty
La Queens Royalty è l'insediamento principale della Contea di Queens, Isola del Principe Edoardo, Canada.
Fu fondata come parte della colonia nel 1764 dal Capt. Samuel J. Holland per ospitare la capitale coloniale dell'isola e capoluogo della contea Charlottetown. La municipalità si trova su una penisola che confina a ovest con il North (Yorke) River e ad est con l'East (Hillsborough) River.
In origine Charlottetown non era incorporata, perciò "royalty" e comunità erano sinonimi, e la città veniva chiamata "Charlottetown Royalty". Ciò avvenne fino al 1855, ma la capitale non ottenne lo status di città che nel 1885. I vecchi confini della municipalità occupavano piccola parte della suddivisione, con 500 parcelle nell'abitato e proprietà fondiarie all'esterno, molte delle quali acquistate dalla Corona.
La municipalità era suddivisa in East Royalty, Central Royalty, e West Royalty, con la Central Royalty che aveva parti di terreno comunitarie.
Oggi la royalty è quasi per intero entro i confini dell'odierna Charlottetown, che si è unita con varie municipalità e aree rurali vicine.
La Royalty fa parte della Parrocchia di Charlotte.